# 雷迪厄姆 (科羅拉多州)
雷迪厄姆（英語：Radium）是位於美國科羅拉多州格蘭德縣的一個非建制地區。該地的面積和人口皆未知。

## 地理
雷迪厄姆的座標為39°56′34″N 106°30′09″W / 39.94278°N 106.50250°W，而該地的平均海拔高度為2171米（即7123英尺）。